# Maze War

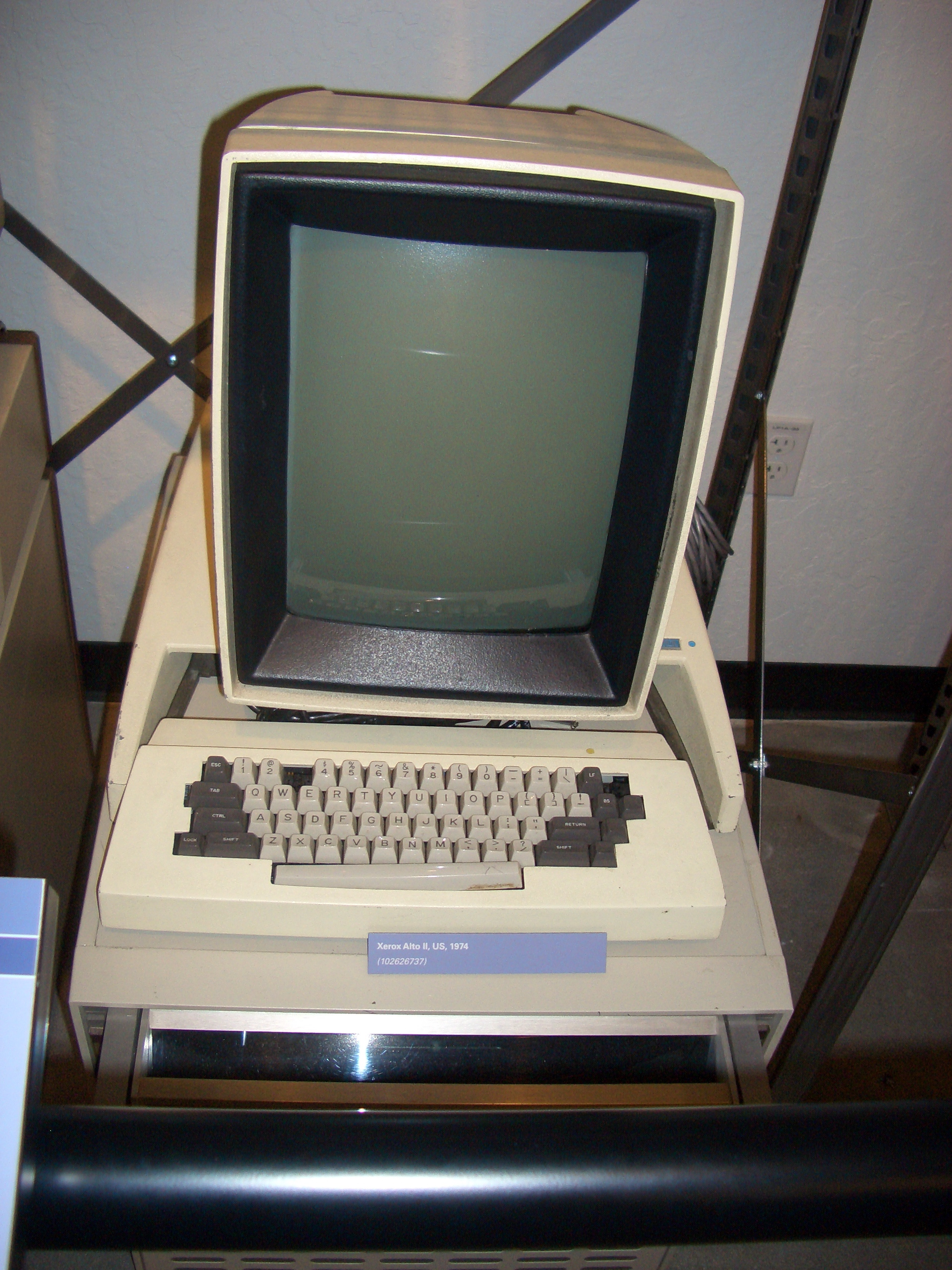
Eine Xerox-Alto-Station

Maze War (englisch für „Labyrinth-Krieg“), auch Maze Wars, Mazewar, The Maze Game oder Maze, zählt zu den ersten Ego-Shootern und wurde 1974 veröffentlicht.  Entwickelt wurde das Spiel etwa 1973 von den Studenten Steve Colley, Greg Thompson und Howard Palmer ursprünglich auf einem Imlac PDS-1-Minirechner am Ames Research Center der NASA in Kalifornien. An das genaue Entwicklungsjahr kann sich der Autor nicht erinnern; die Netzwerkversion stammt aber von 1974. Später erschien es auch für den Xerox Alto (etwa 1977), sowie für NeXT- und PalmOS-Systeme. Kommerziell vermarktet wurde das Spiel unter dem Namen von MazeWars+ vom US-amerikanischen Unternehmen MacroMind 1986 für den Apple Macintosh. Außerdem gehört es zu den ersten Netzwerkspielen und zu den ersten mit Leveleditor und In-Game-Chat. Es können entweder zwei Spieler über ein Modem spielen oder bis zu 30 Spieler in Echtzeit über das AppleTalk-Netzwerkprotokoll oder bis zu 32 Spieler je nach System. Empfohlen wird aber eine deutlich geringere Spieleranzahl. 

## Beschreibung
In der oberen Hälfte des Alto-Bildschirms, der im Hochformat existiert, befindet sich das 3D-Labyrinth, welches durch Linien erzeugt wird. Darunter befindet sich eine Blockgrafik, die das Labyrinth aus der Vogelperspektive zeigt.
Die Spieler bewegen sich schrittweise per Tastatur durch das Labyrinth. Dazu sind vier Tasten für jede Richtung zuständig und die Leertaste zum Schießen. Ein Gegner, sofern man ihm begegnet, wird in der 3D-Ansicht als fliegende Kugel dargestellt, die einem Augapfel ähnelt. Man erkennt an der Blickrichtung des Auges die Laufrichtung des Gegners. So ist es möglich, plötzlich von hinten getroffen zu werden. Dies wird dann durch eine blinkende Invertierung der Bildschirmgrafik angezeigt. Ein Spieler hat vier Leben und wird nach jedem Treffer an eine zufällige Position befördert.
Neben den Spielergegnern gibt es computergesteuerte Robotergegner, die ebenfalls schießen, sowie Enten, die sich nur bewegen.
Auf dem Imlac-Rechner wird wahlweise die Ego-Perspektive oder die Vogelperspektive angezeigt; Treffer ähneln Glaseinschüssen. Im Gegensatz zur schwarz/weiß-Rastergrafik des Altos handelt es sich bei dem Imlac um Vektorgrafik auf einem monochromen Monitor (normalerweise grüne Linien).

## Portierungen und ähnliche Spiele
| Jahr | Name des Spiels | Plattform       | Grafik/Größe des Maze                    | Netzwerk                        | Entwickler              | Besonderheiten             |
| 1973 | Maze War        | Imlac PDS-1     | grüne Vektoren, Maze 16×16               | 2 Rechner seriell verbunden     | Steve Colley            | Ursprungsversion           |
| 1974 | Maze War        | Imlac           | grüne Vektoren, Maze 16×32               | 8 Spieler PDP-10-Server/ARPANet | Greg Thompson           | Netzwerkversion            |
| 1977 | MazeWars        | Xerox Star/Alto | Rastergrafik schwarz auf weiß            | 32 Spieler Ethernet             | Jim Guyton              |                            |
| 1982 | Snipes          | DOS             | ASCII-Grafik weiß auf schwarz oder color | CP/M-Netzwerk, LAN              | Drew Major, Kyle Powell | Deathmatch-Modus, nicht 3D |
| 1986 | MazeWars+       | Macintosh       | Rastergrafik                             | AppleTalk 30 Spieler            | MacroMind               |                            |
| 1992 | Super MazeWars  | Macintosh       | 256 Farbrastergrafik                     | AppleTalk 30 Spieler            | Callisto                |                            |

Ein vergleichbares Spiel, ebenfalls für mehrere Spieler und fliegenden Augen, ist MIDI Maze für den Atari ST.
Es existieren viele weitere Spiele mit ähnlichen 3D-Irrgärten, meist Pac-Man-Varianten wie 3-Demon, oder auch 3D Monster Maze. Diese Spiele sind jedoch keine Shooter und können in der Regel nur alleine gespielt werden.
1992 erschien eine DOS-Variante von Maze War. Zudem gibt es weitere Klone für andere Rechner, u. a. für Windows.
Im März 1974 erschien Spasim, das ebenfalls als erster Ego-Shooter gehandelt wird. Hierbei handelt es sich um einen Weltraum-Shooter.